# ناصر مجدبیگدلی
ناصر مجد بیگدلی ( ۱۳۰۹ – ۲۷ آبان ۱۴۰۱) تهیه‌کننده سینما و سینمادار اهل ایران بود.

## تهیه‌کننده
- شکار خاموش (۱۳۶۸)
- ویزا (۱۳۶۶)
- شبح کژدم (۱۳۶۵)
- پهلوان در قرن اتم (۱۳۵۰)
- رنگین کمان (۱۳۵۰)
- آفتاب مهتاب (۱۳۴۹)
- سه فراری (۱۳۴۸)
- پنجه آهنین (۱۳۴۷)
- سالار مردان (۱۳۴۷)
- سکه دورو (۱۳۴۷)
- شعله‌های خشم (۱۳۴۷)
- کشتی نوح (۱۳۴۷)
- گردباد زندگی (۱۳۴۷)
- آشیانه خورشید (۱۳۴۶)
- از جان گذشتگان (۱۳۴۶)
- حقه بازان (۱۳۴۶)
- دنیای قهرمانان (۱۳۴۶)
- زن‌ها و شوهرها (۱۳۴۶)
- سوغات فرنگ (۱۳۴۶)
- عمو سبزی فروش (۱۳۴۶)
- فراری (۱۳۴۶)
- گل آقا (۱۳۴۶)
- ولگردان ساحل (۱۳۴۶)
- ولگردها (۱۳۴۶)
- یکه بزن (۱۳۴۶)
- آقا دزده (۱۳۴۵)
- عصیان (۱۳۴۵)
- کلید بهشت (۱۳۴۵)
- مأمور ۱۱۴ (۱۳۴۵)
- مرد سرگردان (۱۳۴۵)
- میلیونر فراری (۱۳۴۵)
- نخاله قهرمان (۱۳۴۵)
- سه تا نخاله (۱۳۴۴)
- مراد و لاله (۱۳۴۴)
- نبرد غول‌ها (۱۳۴۴)
- ولگرد قهرمان (۱۳۴۴)

## سینما‌ دار
- سینما نادر تهران
- سینما فلور تهران
- سینما میرزا کوچک خان رشت